# Biblioteca Municipal Pere Caner
La Biblioteca Municipal Pere Caner és una infraestructura cultural del municipi de Calonge (Baix Empordà) que conté una biblioteca pública, l'arxiu municipal i una sala per a la consulta de continguts multimèdia. L'edifici, que conté elements de l'antic «Hospital de Pobres» del segle xvii és llistat com a bé cultural d'interès local. La biblioteca està dedicada a Pere Caner, un historiador i escriptor calongí.
L'obra va començar el 2004 i 'edifici es va inaugurar-se l'11 de febrer 2007. Va obrir amb un fons de 12.500 volums que un mes més tard ja havia augmentat fins als 14.175 documents. El document més antic que conserva data de 1314.

## Història de l'edifici
Es troba a la part ampla del carrer de Sant Joan o de l'Educació. La part construïda la formen dos pisos molt grans amb finestrals. La semiconstruïda són un seguit de patis i solars amb parets de maons. La façana que dona al carrer mostra el que havia de ser la portalada de la capella: l'obertura rectangular està emmarcada per dues pilastres estriades que sostenen la llinda (amb data de 1842), sobre el que s'aixeca un frontó (amb la inscripció: 16F0T74), rematat per un carreu amb un baix relleu que representa la col, i al capdamunt hi ha un ull de bou. És la primera representació (1674 segons la inscripció, o potser més antiga) conservada de l'emblema de la col qui aparèixerà més tard a l'escut de Calonge.
Al segle xvii es comença a construir l'anomenat Antic Hospital. Sembla ser, però, que mai s'acabà, malgrat que al segle passat s'hi feu una segona intervenció, com ho indiquen les dates que s'hi troben gravades. La part construïda serví durant més d'un segle d'Escoles Nacionals i després com a magatzem municipal. Des del 2004, l'arquitecte Jordi Casadevall i Dalmau va transformar l'Antic Hospital (també anomenat Les Velles Escoles) en una biblioteca funcional, tot i conservar els elements antics. La transformació va costar 1,8 milions d'euros.